# Campeonato Hondurenho de Futebol
A Liga Nacional de Fútbol Profesional de Honduras de Honduras é o campeonato nacional de futebol de Honduras. A temporada é dividida em dois torneios: Apertura e Clausura. A equipe que estiver rebaixada irá  para a segunda divisão (Liga de Ascenso), enquanto outra equipe é promovida da Liga de Acesso. Os quatro melhores times classificados participam no play-off para decidir o vencedor do Campeonato.
O torneio profissional de futebol mais importante de Honduras, foi fundado em 10 de maio de 1964, sendo primeiro torneio realizado em 1965, com a participação de 10 clubes. Seu primeiro campeão foi o Club Deportivo Platense. Desde a temporada de 1965-1966 até 1996/1997 o torneio realizado anualmente. Desde então, o sistema mudou a competição resultando em dois torneios por ano. Esses chamados torneios Apertura e Clausura, foram tomadas ao longo dos anos vários formatos de concorrência.
A maioria dos títulos do Campeonato Nacional são distribuídos entre as equipes do:  Olimpia, Motagua, Real Espanha e Marathon. Estes títulos, permitiu-lhes estes clubes representar Honduras internacionalmente em mais oportunidades, sendo o Olimpia  o clube mais bem sucedido no campeonato, tendo ganho dois títulos da CONCACAF .
Atualmente, o torneio da Liga Nacional serve de classificação, após a conclusão das fases de qualificação, passam automaticamente para a fase semifinal. As equipes classificados do terceiro para o sexto lugar, jogou uma partida de playoffs que irá qualificar para as semifinais, as equipes nesta liga obter os dois primeiros lugares.

## História
Em Honduras, o mais antigo clube de futebol é o Sports Club Olimpia fundada em 1912. Mais tarde, as equipes da maratona em 1925, Excelsior Puerto Cortés, em 1925, o "Tejeros" da Espanha, em 1926, Motagua de Tegucigalpa, Naco e La Ceiba Club foi fundado Espanha de San Pedro Sula em 1929. o nascimento desses clubes de futebol, resultou em ordem torneios amadores no país. O primeiro torneio nacional foi realizada no ano de 1928. 
As primeiras sessões da Liga Nacional de Honduras durou entre 3 de abril a 4 de Novembro. No dia 10 de maio de 1964 tornou-se oficial, anunciando a criação da Liga de futebol semi-profissional; que foi dado o nome de: National Football League n.º Fan.
O primeiro Conselho de Administração da Liga Nacional foi composto da seguinte forma: Presidente Óscar Lara Mejía (CD Espanha), José E. Coello Members (Life), Antonio Vigo Farino (La Salle) René Bendeck (Honduras), Jesús J. Handal (Honduras), o procurador Humberto Soriano Solis (Platense), Secretário Alfredo Soto Bueso / (Marathon)

### Primeiro torneio
O primeiro torneio da Liga de Futebol de Honduras foi realizada com a participação de 10 clubes: Athletic espanhol, Olímpia, Motagua, e Troy na capital da República. Cidade Marathon, Espanha e La Salle San Pedro Sula.  Honduras cidade de El Progreso, Platense de Puerto Cortés e da Vida de La Ceiba. O primeiro dia foi realizada no dia 18 de julho de 1965 com reuniões entre; Olimpia (3-0) Marathon, a Espanha (1-0) Troy, Honduras (3-0) A. espanhol, Vida (4-1) Motagua e Platense (6-2) La Salle.
O primeiro artilheiro do campeonato hondurenho foi Pedro Deras Clube Honduras. No final do primeiro torneio da temporada, o Club Deportivo Platense foi campeão o Platense como os outros clubes, disputou 18 partidas,ganhando 11 jogos, empatando cinco e perdeu apenas dois, totalizando 27 pontos, com 42 gols prós e 23 contra. Enquanto o Club Deportivo Olimpia ficou com o vice-campeonato com 26 pontos, e Atlético de espanhol, terminou em último com apenas 9 pontos dos 36 possíveis.

### Evolução
Depois do primeiro torneio, a Liga Nacional realizou seis concursos sem interrupção, até 1972, quando a Liga decidiu declarar inválido o campeonato. Isto, para proteger os interesses de alguns grandes equipes nomeadas como Marathon que corria o risco de rebaixamento, em 1978 houve uma outra crise. A luta pelo poder na National Football League, provocado divisões entre as equipes do norte e do centro. Para resolver esta situação, os gestores da liga e as equipes tiveram de realizar uma reunião de emergência em [[Lake
Yojoa]], terminando com as diferenças que ameaçavam o bem-estar da National Football League.
Em quase meio século, exceto para os formatos de competição, a Liga Nacional não evoluiu. Nos últimos anos, a presença nos estádio caiu consideravelmente devido ao violência,
más atuações, e desconforto nos estádios onde os jogos são jogados a Liga Nacional.

### Sistema de disputa
Até 1973, os torneios foram disputados regularmente, e o vencedor era o de melhor pontuação no campeonato. Em 1974, mudou para pontos corridos na fase regular. Sob este novo formato e competitiva, o Real Club Deportivo Espanha foi a equipe que mais beneficiou, ganhando seus primeiros três títulos consecutivos  de 1974 a 1976. Em 1977 a decisão ficou num pentagonal. Para a temporada 1997/98, o sistema de competição mudou para torneio Apertura e Clausura com classificação de seis equipes, para os confrontos entre o: 1 Vs 6, 5 e 3 2 Vs. Vs 4.º, destes três confrontos avançam os vencedores das três séries, mas a equipe com a melhor média de perdedores. Estes enfrentam
nas semifinais, para determinar os finalistas. Porém depois passou por outra mudança, a classificação de seis equipes para as finais foi substituída por uma liga de quatro equipes. Estes são confrontados com: 1 vs 4 e 2.º. Vs 3. Os vencedores destas chaves se o direito de disputar a final conquistada. A nível competitivo, este sistema tornou-se beneficiar muito Olimpia, Motagua Marathon e clubes. Entre esses três clubes, a maioria dos títulos nesse estilo. Para o 2011-2012 do Torneio Apertura, a Liga novamente mudou o sistema de competição. Em reunião realizada em San Pedro Sula em 15 de julho de 2011. Os diretores dos clubes da Liga Nacional decidiu terminar em primeiro e em segundo na classificação, à espera de seus rivais que viria de confrontos entre terceiro versus o sexto clube e o quarto versus o quinto lugar. Isto como uma espécie de playoff.
A equipe que terminar primeiro na classificação, enfrentar o clube que ele obteve o pior resultado de clubes de avançar para a fase de grupos final.

### Acesso e Rebaixamento
O Rebaixamento é decidido pela soma dos pontos dos torneios:  Apertura  e  clausura  mesas do torneio. A última equipe da tabela é rebaixada para a Liga de Ascenso de Honduras, para ocupar a vaga deixada o promovido é é decidido pela Liga de Ascenso de Honduras. Até 2004, os campeões foram premiados com a promoção automática. Desde então, a temporada foi dividida em  Apertura  e  clausura , onde os campeões se enfrentam para decidir promoção.

## Estádios
| San Pedro Sula                            | San Pedro Sula                             | Puerto Cortés                       | Tegucigalpa                                  |
| ----------------------------------------- | ------------------------------------------ | ----------------------------------- | -------------------------------------------- |
| Estádio Olímpico Capacidad: 40.000        | Estádio Morazán Capacidad: 18.900          | Estádio Excelsior Capacidad: 10.000 | Estádio Nacional Capacidad: 34.000           |
|                                           |                                            |                                     | Ficheiro:Estádio Carías.jpg                  |
| Tocoa                                     | San Pedro Sula                             | La Ceiba                            | El Progreso                                  |
| Francisco Martínez Durón Capacidad: 6.000 | Estádio Yankel Rosenthal Capacidad: 15.000 | Estádio Ceibeño Capacidad: 18.000   | Estádio Humberto Micheletti Capacidad: 5.000 |
|                                           |                                            |                                     |                                              |

## Clubes da temporada 2014-2015
| Clube         | Cidade         | Nº de títulos | Estádio                          | Capacidade |
| Honduras      | El Progreso    | 0             | Estádio Humberto Micheletti      | 5 500      |
| Marathon      | San Pedro Sula | 8             | Estádio Yankel Rosenthal         | 15 000     |
| Motagua       | Tegucigalpa    | 13            | Estádio Tiburcio Carías Andino   | 35 000     |
| Olimpia       | Tegucigalpa    | 26            | Estádio Tiburcio Carías Andino   | 35 000     |
| Parrillas One | Tela           | 0             | Estádio León Gómez               | 3 000      |
| Platense      | Puerto Cortés  | 2             | Estádio Excelsior                | 7 910      |
| Real España   | San Pedro Sula | 11            | Estádio Francisco Morazán        | 26 781     |
| Real Sociedad | Tocoa          | 0             | Estádio Francisco Martínez Durón | 3 000      |
| Victoria      | La Ceiba       | 1             | Estádio Nilmo Edwards            | 18 000     |
| Vida          | La Ceiba       | 2             | Estádio Nilmo Edwards            | 18 000     |

## Títulos
| Ano                            | Campeão                                     | Placar | Vice-Campeão       | Notes                                              |  |
| Championnat Saisonnier         |                                             |        |                    |                                                    |  |
| 1965-1966                      | Platense                                    | -      | Olimpia            |                                                    |  |
| 1966-1967                      | Olimpia                                     | -      | Marathon           |                                                    |  |
| 1967-1968                      | Olimpia                                     | -      | Marathon           |                                                    |  |
| 1968-1969                      | Motagua                                     | -      | CD Olimpia         |                                                    |  |
| 1969-1970                      | Olimpia                                     | -      | Motagua            |                                                    |  |
| 1970-1971                      | Motagua                                     | 1-1    | CD Olimpia         |                                                    |  |
| 1971-1972                      | Olimpia                                     | -      | Vida               |                                                    |  |
| 1972-1973                      | -                                           | -      | -                  | Cancelado campeonato depois de nove dias..         |  |
| Campeonato Anual               |                                             |        |                    |                                                    |  |
| 1973                           | Motagua                                     | -      | Marathon           |                                                    |  |
| 1974                           | Real España                                 | 1-0    | Motagua            |                                                    |  |
| 1975                           | Real España                                 | 3-1    | Olimpia            |                                                    |  |
| 1976                           | Real España                                 | 4-1    | Motagua            |                                                    |  |
| 1977                           | Olimpia                                     | 2-0    | Real España        |                                                    |  |
| 1978                           | Motagua                                     | 5-1    | Real España        |                                                    |  |
| 1979                           | Marathon                                    | 1-1    | Pumas UNAH         | O Marathon campeão com o empate.                   |  |
| 1980                           | Real España                                 | 4-2    | Marathon           | Final em três jogos.                               |  |
| 1981                           | Vida                                        | 4-1    | Atlético Morazán   |                                                    |  |
| 1982                           | Olimpia                                     | -      | Motagua            |                                                    |  |
| 1983                           | Vida                                        | -      | Pumas UNAH         |                                                    |  |
| 1984                           | Olimpia                                     | -      | Vida               |                                                    |  |
| 1985                           | Marathon                                    | -      | Vida               |                                                    |  |
| 1986                           | Olimpia                                     | -      | Real España        |                                                    |  |
| 1987                           | Olimpia                                     | 1-0    | Marathon           |                                                    |  |
| 1988                           | Real España                                 | 2-2    | Olimpia            | O Real España campeão com o empate.                |  |
| 1989                           | Olimpia                                     | 1-1    | Real España        | O CD Olimpia ecampeão com o empate.                |  |
| 1990                           | Real España                                 | 2-1    | Motagua            |                                                    |  |
| Championnat Saisonnier         |                                             |        |                    |                                                    |  |
| 1991-1992                      | Motagua                                     | 1-0    | Real España        |                                                    |  |
| 1992-1993                      | Olimpia                                     | -      | CD Petrotela       |                                                    |  |
| 1993-1994                      | Real España                                 | -      | Motagua            |                                                    |  |
| 1994-1995                      | Victoria                                    | 1-1    | Olimpia            |                                                    |  |
| 1995-96 1995-1996              | Olimpia                                     | 3-0    | Real España        |                                                    |  |
| 1996-1997                      | Olimpia                                     | 4-1    | Platense           |                                                    |  |
| Campeonato Apertura e Clausura |                                             |        |                    |                                                    |  |
| 1997 A                         | Motagua                                     | 5-1    | Real España        |                                                    |  |
| 1998 C                         | Motagua                                     | 1-0    | Olimpia            |                                                    |  |
| 1999 C                         | Olimpia                                     | 2-1    | Real España        |                                                    |  |
| 1999 A                         | Motagua                                     | 0-0    | Olimpia            | Motagua vitória nos penaltis por 6 a 5.            |  |
| 2000 C                         | Motagua                                     | 2-2    | Olimpia            | Motagua vitória nos penaltis por 3 a 2.            |  |
| 2000 A                         | Olimpia                                     | 2-1    | Platense           |                                                    |  |
| 2001 C                         | Platense                                    | 2-1    | Olimpia            |                                                    |  |
| 2001 A                         | Motagua                                     | 3-3    | Marathon           | Motagua vitória nos penaltis por 5 a 3.            |  |
| 2002 C                         | Marathon                                    | 4-2    | Olimpia            |                                                    |  |
| 2002 A                         | Olimpia                                     | 3-2    | Platense           |                                                    |  |
| 2003 C                         | Marathon                                    | 4-1    | Motagua            |                                                    |  |
| 2003 A                         | Real España                                 | 4-2    | Olimpia            |                                                    |  |
| 2004 C                         | Olimpia                                     | 2-1    | Marathon           |                                                    |  |
| 2004 A                         | Marathon                                    | 5-3    | Olimpia            |                                                    |  |
| 2005 C                         | Olimpia                                     | 3-2    | Marathon           |                                                    |  |
| 2005 A                         | Olimpia                                     | 3-2    | Marathon           |                                                    |  |
| 2006 C                         | Olimpia                                     | 4-3    | Victoria           |                                                    |  |
| 2006 A                         | Motagua                                     | 4-2    | Olimpia            |                                                    |  |
| 2007 C                         | Real España                                 | 4-3    | Marathon           |                                                    |  |
| 2007 A                         | Marathon                                    | 2-0    | Motagua            |                                                    |  |
| 2008 C                         | Olimpia                                     | 2-1    | Marathon           |                                                    |  |
| 2008 A                         | Marathon                                    | 2-1    | Real España        |                                                    |  |
| 2009 C                         | Olimpia                                     | 4-3    | Real España        |                                                    |  |
| 2009 A                         | Marathon                                    | 2-1    | Olimpia            |                                                    |  |
| 2010 C                         | Olimpia                                     | 3-2    | Motagua            |                                                    |  |
| 2010 A                         | Real España                                 | 3-2    | Olimpia            |                                                    |  |
| 2011 C                         | Motagua                                     | 5-3    | Olimpia            |                                                    |  |
| 2011 A                         | Olimpia                                     | 3-0    | Real España        |                                                    |  |
| 2012 C                         | Olimpia                                     | 1-0    | Marathon           |                                                    |  |
| 2012 A                         | Olimpia                                     | 4-0    | Victoria           |                                                    |  |
| 2013 C                         | Olimpia                                     | 2-1    | Real Sociedad      |                                                    |  |
| 2013 A                         | Real España                                 | 3-3    | Real Sociedad      | Real España vitória nos penaltis por 3 a 1.        |  |
| 2014 C                         | Olimpia                                     | 0-0    | Marathon           | Olimpia vitória nos penaltis por 4 a 2.            |  |
| 2014 A                         | Motagua                                     | 2-1    | Real Sociedad      |                                                    |  |
| 2015 C                         | Olimpia                                     | 2-1    | Motagua            |                                                    |  |
| 2015 A                         | Honduras Progresso                          | 4-4    | Motagua            | Honduras Progresso vitória nos penaltis por 4 a 1. |  |
| 2016 C                         | Olimpia                                     | 5-2    | Real Sociedad      |                                                    |  |
| 2016 A                         | Motagua                                     | 2-1    | Platense           |                                                    |  |
| 2017 C                         | Motagua                                     | 7-1    | Honduras Progresso |                                                    |  |
| 2017 A                         | Real España                                 | 3-2    | Motagua            |                                                    |  |
| 2018 C                         | Marathon                                    | 1-1    | Motagua            | Marathon vitória nos penaltis por 5 a 4.           |  |
| 2018 A                         | Motagua                                     | 2-1    | Olimpia            |                                                    |  |
| 2019 C                         | Motagua                                     | 3-2    | Olimpia            |                                                    |  |
| 2019 A                         | Olimpia                                     |        | Marathón           |                                                    |  |
| 2020 C                         | Cancelado por causa da pandemia de COVID-19 |        |                    |                                                    |  |
| 2020 A                         | Olimpia                                     | 4-0    | Marathón           |                                                    |  |

## Títulos por clube
| Clube              | Campeão | Vice-Campeão | Anos do Campeonato |
| ------------------ | ------- | ------------ | --- |
| Olimpia            | 33      | 19           | 1966, 1967, 1969, 1971, 1977, 1982, 1984, 1986, 1987, 1989, 1992, 1995, 1996, 1999, 2000/01-A, 2002/03-A, 2003/04-C, 2004/05-C, 2005/06-A, 2005/06-C, 2007/08-C, 2008/09-C, 2009/10-C, 2011/12-A, 2011/12-C, 2012/13-A, 2012/13-C, 2013/14-C,2014/15-C, 2015/16-C, 2019/20-A, 2020/21-A, 2020/21-C |
| Motagua            | 17      | 14           | 1968, 1970, 1973, 1978, 1991, 1997/98-A, 1997/98-C, 1999/00-A, 1999/00-C, 2001/02-A, 2006/07-A, 2010/11-C, 2014/15-A, 2016/17-A, 2016/17-C, 2018/19-A, 2018/19-C |
| Real España        | 12      | 11           | 1974, 1975, 1976, 1980, 1988, 1990, 1993, 2003/04-A, 2006/07-C, 2010/11-A, 2013/14-A, 2017/18-A |
| Marathón           | 9       | 15           | 1979, 1985, 2001/02-C, 2002/03-C, 2004/05-A, 2007/08-A, 2008/09-A, 2009/10-A, 2017/18-C |
| Platense           | 2       | 4            | 1965, 2000/01-C |
| Vida               | 2       | 3            | 1981, 1983 |
| Honduras Progresso | 1       | 1            | 2015/16-A |
| Victoria           | 1       | 2            | 1994 |
| Total              | 72      | 68           | |

## Maiores Goleadores
| Maiores Goleadores (entre 10/05/2009)' |      |
| Jogador                                | Gols |
| Wilmer Velásquez                       | 196  |
| Denilson Costa                         | 155  |
| Juan Manuel Cárcamo                    | 101  |
| Francisco Ramírez                      | 95   |
| Marcelo Ferreira                       | 94   |
| Luciano Emílio                         | 89   |
| Prudencio Norales                      | 88   |
| Danilo Tosello                         | 86   |
| Reynaldo Mejía                         | 83   |
| Angel Obando                           | 78   |
| Eduardo Bennet                         | 82   |
| Ney Costa                              | 82   |
| Pompilio Cacho                         | 81   |
| Luis Oswaldo Altamirano                | 80   |
| Carlos Alvarado                        | 79   |
| Antonio Obando                         | 76   |
| Leonel Machado                         | 78   |
| Nelson "Hungaro" Larios                | 75   |

## Goleadores por campeonato
| Temporada | Nome                                                            | Equipe                                                                            | Gols |
| --------- | --------------------------------------------------------------- | --------------------------------------------------------------------------------- | ---- |
| 1965      | Enrique Grey Fúnez                                              | La Salle                                                                          | 14   |
| 1966      | Mauro Caballero                                                 | Club Deportivo Marathón                                                           | 12   |
| 1967      | Junia Garden                                                    | Club Deportivo Vida                                                               | 13   |
| 1968      | Roberto Abruzzesse                                              | Club Deportivo Motagua                                                            | 16   |
| 1969      | Flavio Ortega                                                   | Club Deportivo Marathón                                                           | 18   |
| 1970      | Carlos Alvarado                                                 | Club Deportivo Vida                                                               | 16   |
| 1971      | Carlos Alvarado                                                 | Club Deportivo Vida                                                               | 14   |
| 1973      | Mario B. Artica Allard Plummer                                  | Club Deportivo Motagua Club Deportivo Marathón                                    | 13   |
| 1974      | Rubén Rodríguez Peña                                            | Club Deportivo Platense                                                           | 14   |
| 1975      | Marco Tulio López                                               | Club Deportivo Olimpia                                                            | 11   |
| 1976      | Óscar Hernández                                                 | Club Deportivo Marathón                                                           | 10   |
| 1977      | Mario Hernán Yubini Carreño                                     | Club Deportivo Motagua                                                            | 10   |
| 1978      | Salvador Bernárdez                                              | Club Deportivo Motagua                                                            | 11   |
| 1979      | Prudencio Norales                                               | Club Deportivo Olimpia                                                            | 15   |
| 1980      | Luis Oswaldo Altamirano                                         | Club Broncos                                                                      | 13   |
| 1981      | Luis Oswaldo Altamirano                                         | Club Broncos                                                                      | 15   |
| 1982      | Luis Oswaldo Altamirano                                         | Club Broncos                                                                      | 13   |
| 1983      | Raúl Centeno Gamboa                                             | Club Deportivo Platense                                                           | 17   |
| 1984      | Luis Oswaldo Altamirano                                         | Club Universidad                                                                  | 13   |
| 1985      | Juan Alberto Flores                                             | Club Deportivo Olimpia                                                            | 9    |
| 1986      | Cipriano Dueñas                                                 | Club Deportivo Vida                                                               | 12   |
| 1987      | Gilberto Leonel Machado                                         | Club Deportivo Marathón                                                           | 19   |
| 1988      | Raúl Centeno Gamboa Carlos H. Lobo Miguel Matthews Rubén Alonso | Club Deportivo Platense Curacao Club Deportivo Motagua Real Club Deportivo España | 8    |
| 1989      | Alex Giovanny Ávila                                             | Real Club Deportivo España                                                        | 13   |
| 1990      | Luis Orlando Vallejo                                            | Real Club Deportivo España                                                        | 12   |
| 1991      | Eduardo Bennett                                                 | Club Deportivo Olimpia                                                            | 12   |
| 1992      | Jorge Arturo Arriola                                            | Súper Estrella                                                                    | 18   |
| 1993      | Alex Pineda Chacón                                              | Club Deportivo Olimpia                                                            | 12   |
| 1994      | Alex Geovanny Ávila                                             | Club Deportivo Motagua                                                            | 14   |
| 1995      | Edwin Geovanny Castro                                           | Club Deportivo Motagua                                                            | 14   |
| 1996      | Denilson Costa                                                  | Club Deportivo Motagua                                                            | 13   |
| 1999      | Marcio Machado                                                  | Club Deportivo Platense                                                           | 11   |
| Ap. 1997  | Wilmer Velásquez                                                | Olimpia                                                                           | 19   |
| Cl. 1998  | Amado Guevara                                                   | Motagua                                                                           | 14   |
| Ap. 1999  | Wilmer Velásquez                                                | Olimpia                                                                           | 12   |
| Cl. 2000  | Juan Manuel Cárcamo                                             | Olimpia                                                                           | 16   |
| Ap. 2000  | Marcelo Verón                                                   | Platense                                                                          | 12   |
| Cl. 2001  | Pompilio Cacho                                                  | Marathón                                                                          | 12   |
| Ap. 2001  | Enrique Centeno Renau                                           | Motagua                                                                           | 14   |
| Cl. 2002  | Marcelo Ferrerira                                               | Platense                                                                          | 13   |
| Ap. 2002  | Marcelo Ferreira                                                | Platense                                                                          | 14   |
| Cl. 2003  | Luciano Emilio                                                  | Real España                                                                       | 10   |
| Ap. 2003  | Danilo Javier Tosello                                           | Olimpia                                                                           | 12   |
| Cl. 2004  | Luciano Emilio                                                  | Olimpia                                                                           | 14   |
| Ap. 2004  | Luciano Emilio                                                  | Olimpia                                                                           | 16   |
| Cl. 2005  | Francisco Ramírez                                               | Platense                                                                          | 10   |
| Ap. 2005  | Francisco Ramírez                                               | Platense                                                                          | 13   |
| Cl. 2006  | Luciano Emilio                                                  | Olimpia                                                                           | 12   |
| Ap. 2006  | Carlo Costly                                                    | Platense                                                                          | 10   |
| Cl. 2007  | Carlos Pavón                                                    | Real España                                                                       | 15   |
| Ap. 2007  | Emil Martínez                                                   | Marathón                                                                          | 10   |
| Cl. 2008  | Wilmer Velásquez                                                | Olimpia                                                                           | 10   |
| Ap. 2008  | Everaldo Ferreira                                               | Real España                                                                       | 13   |
| Cl. 2009  | Sergio Diduch                                                   | Hispano                                                                           | 10   |
| Ap. 2009  | Jerry Palacios                                                  | Marathón                                                                          | 14   |
| Cl. 2010  | Jerry Bengtson                                                  | Vida                                                                              | 13   |
| Ap. 2010  | Jerry Bengtson                                                  | Vida                                                                              | 12   |
| Cl. 2011  | Jerry Bengtson                                                  | Motagua                                                                           | 15   |
| Ap. 2011  | Claudio Cardozo                                                 | Marathón                                                                          | 15   |
| Cl. 2012  | Oscar Torlacoff Mauricio Copete                                 | Atlético Choloma Victoria                                                         | 9    |
| Ap. 2012  | Roger Rojas                                                     | Olimpia                                                                           | 10   |
| Cl. 2013  | Rony Martínez                                                   | Real Sociedad de Tocoa                                                            | 13   |
| Ap. 2013  | Rubilio Castillo                                                | Vida                                                                              | 12   |
| Cl. 2014  | Rony Martínez                                                   | Real Sociedad de Tocoa                                                            | 16   |
| Ap. 2014  | Eddie Hernández                                                 | Vida                                                                              | 14   |